# Wadi al-Malik
Wadi al-Malik (lub Wadi El Milk lub Wadi el-Melek) – ued w Sudanie, będący w sezonie deszczowym lewostronnym dopływem Nilu.

## Bieg
Ta sezonowa rzeka ma swój początek w jeziorze Umm Badr w Północnym Kordofanie. Początkowo płynie na północ, po czym w okolicach 16°10'N; 28°48'E odbija na północny wschód, omijając z południa Gebel al-Ain, sezonowo tocząc swe wody dalej przez Prowincję Północną w drodze do Nilu, gdzie dociera on tylko po opadach pory deszczowej powyżej miasteczka Ad-Dabba. Poza porą deszczową niemal całe koryto rzeki wysycha.

## Archeologia
Liczne znaleziska archeologiczne świadczą o długiej historii osadnictwa w tym rejonie, sięgającej epoki żelaza, jak np. Zankor w górnym biegu Wadi al-Malik, postmeroickie lub średniowieczno-chrześcijańskie cmentarzyska i ruiny w okolicach Gebel al-Ain. Ciekawym świadectwem historii jest także umocniona stacja poideł Kufriyat al-Attash w dolnym biegu Wadi al-Malik.

## Dzisiejsze znaczenie
Sezonowe jezioro Umm Badr jest ważną ostoją dla ptactwa. Wegetację okolic górnego biegu uedu cechują suche stepy i stepy. Bardziej żyzna jest dolina uedu w okolicach wspomnianego wyżej miejsca zmiany kierunku prądu (16°10'N; 28°48'E), gdzie półnomadzi ze szczepu Kababish pasą swoje bydło.